# Libri tres contra Galileos
Libri tres contra Galileos (často též zkráceně Contra Galileos, česky Tři knihy proti Galilejským, míněno proti křesťanům) je řecky psaný polemický spis římského císaře Flavia Claudia Iuliana sepsaného v souvislosti s jeho reformní politikou v průběhu jeho krátké samostatné vlády v letech 361–363.
Z díla samotného se do dnešních dnů nedochoval žádný opis. Jsou známy jen jeho zlomky v podobě odkazů a citátů z něj v jiných dílech. Charakter tohoto spisu odpovídá povaze vlády Juliána, který se pokusil zvrátit rostoucí vliv křesťanství v impériu a podporoval původní pohanské kulty. Přestože byl spis původně napsán řecky, je známější pod latinským názvem, což pravděpodobně souvisí s polemickou odpovědí Contra Julianum sepsanou Cyrilem Alexandrijským a který je významným zdrojem citací a referencí z Julianova spisu.
Julianus však křesťany nikdy nepronásledoval či je pro jejich víru netrestal. Nicméně svými činy podporoval spory uvnitř křesťanské církve a veřejně podporoval původní kulty. Proti křesťanství se postavil v ideologickém boji, čehož je tento spis dokladem. Poukazuje na chyby a nebezpečí křesťanské víry a křesťany vykresluje jako odpadlíky od židovství, jež naproti tomu pokládá za velmi staré a všeobecně akceptované náboženství.